# Gnomidolon pilosum
Gnomidolon pilosum là một loài bọ cánh cứng trong họ Cerambycidae.